# غزية بن الحارث الأنصاري
غَزِيَّةَ بْنِ الْحَارِثِ الأنصاري الحارثي وقيل الأسلمي، وقيل الخزاعي، وقيل الحارث بن غزية، وقيل: الحَارِثُ بن عَمْرو بن غَزِيَّة المُزَنِي صحابي من الأنصار، ومحدث من رواة الحديث وهو والد عمارة بن غزية، هو القائلُ يوم موقعة الجمل: «يا مَعْشَر الأنصار، انْصُروا أميرَ المؤمنين آخرًا كما نصرتم رسولُ الله صلّى الله عليه وآله وسلّم أوَّلًا، والله إن الآخرَة تُشْبه بالأولى، إلّا أَنَّ الأولى أفضلهما.»، توفي سنة 70 هـ.

## روايته
روى عنه عبد الله بن رافع مولى أم سلمة أنه سمع النبي صلى الله عليه وسلم يقول:
"لا هِجرةَ بعد الفتح، إنما هو الجهاد والنية". وروى أن: «النبي صَلَّى الله عليه وسلم قال: "مُتْعَةُ النِّسَاءِ حَرَامٌ"»